# Aldair Valenciano
Aldair Valenciano (Barranquilla, Colombia, 3 de junio de 1992) es un futbolista colombiano. Juega de delantero y su equipo actual es el Trujillanos Fútbol Club de Venezuela.

## Legado deportivo
Aldair es nieto del reconocido jugador Ariel Valenciano quien se destacará en la década de los años 1970, e hijo de Iván René Valenciano segundo goleador histórico del fútbol profesional colombiano con 217 goles.

## Clubes
| Club                | País       | Temporadas        | Ref.       |
| Formativas          | Formativas | Formativas        | Formativas |
| ------------------- | ---------- | ----------------- | ---------- |
| Junior Sub-20       | Colombia   | 2012              | [ 7 ]      |
| Profesional         |            |                   |            |
| Jaguares de Córdoba | Colombia   | 2013              | [ 8 ]      |
| El Vigía            | Venezuela  | 2016              | [ 9 ]      |
| Llaneros de Guanare | Venezuela  | 2017              | [ 10 ]     |
| Atlético Chiriquí   | Panamá     | 2018              | [ 11 ]     |
| Petroleros FC       | Bolivia    | 2018              | [ 12 ]     |
| General Caballero   | Paraguay   | 2019              | [ 13 ]     |
| Esperanzano         | Honduras   | 2020              | [ 14 ]     |
| Santa Fe            | Colombia   | 2021              | [ 15 ]     |
| La Equidad          | Colombia   | 2022              | [ 16 ]     |
| Trujillanos FC      | Venezuela  | 2022 - Actualidad | [ 17 ]     |